# Ранч, Матильда
Каролина Матильда Ранч (швед. Carolina Mathilda Ranch; 23 июня 1860 года, Копенгаген — 11 июня 1938 года, Варберг) —  шведская женщина-профессиональный фотограф, феминистка. Владелица фотографической студии в шведском городе Варберге, расположенном на юго-западе Швеции. За свою жизнь она выполнила тысячи фотографий, многие из которых сохранились в архивах Музея истории культуры Холланд.

## Биография
Каролина Матильда Ранч родилась 23 июня 1860 года в Копенгагене, Дания. Каролина была дочерью фотографа и инженера Вильгельма Ранч  (Wilhelm Ranch, ск. 1906). Когда ей было 10 лет, семья переехала в Швецию, сначала в Гётеборг, а затем в Варберг, где ее отец в 1871 году создал фотостудию.
В 1882 году, когда ей было  22 года, отец передал дочери фотостудию, а сам решил работать при студии экспедитором. Каролина Ранч оказалась не только хорошим фотографом, но и успешным бизнесменом. Она открыла филиалы студии в городах Slöinge, Horred и Кунгсбакка. На работе в студии ней помогали до пяти человек, в основном женщины, за исключением Элофа Ернвалда (Elof Ernwald), которого она наняла в 1894 году. Элоф занимался административной деятельностью, а хозяйка занималась непосредственно фотографией.
Каролина Ранч делала фотопортреты, свадебные фотографии, фотографировала пейзажи, улицы городов и окрестности Варберга. На её фотографиях запечатлены  поезда, воздушные шоу, королевские визиты, храмы, рынки и др.  Она также фотографировала для газеты ХHvar 8:e Dag и туристического издания Svenska Turistföreningens årsskrift. Ранч была также феминисткой, отстаивала права женщин в стране.
Матильда Ранч умерла в Варберге 11 июня 1938 года. Оригиналы ее фотографий хранятся ныне в архивах Музея истории культуры Холланд, в частных коллекциях.

## Галерея

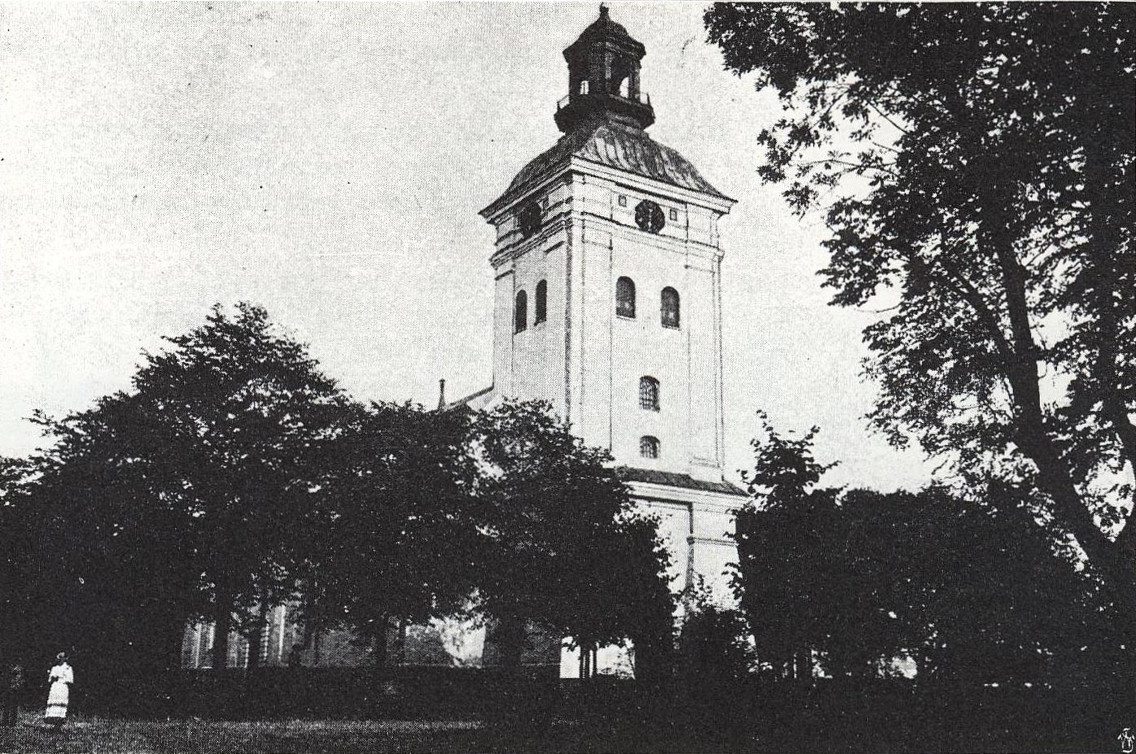
Церковь в Варберге
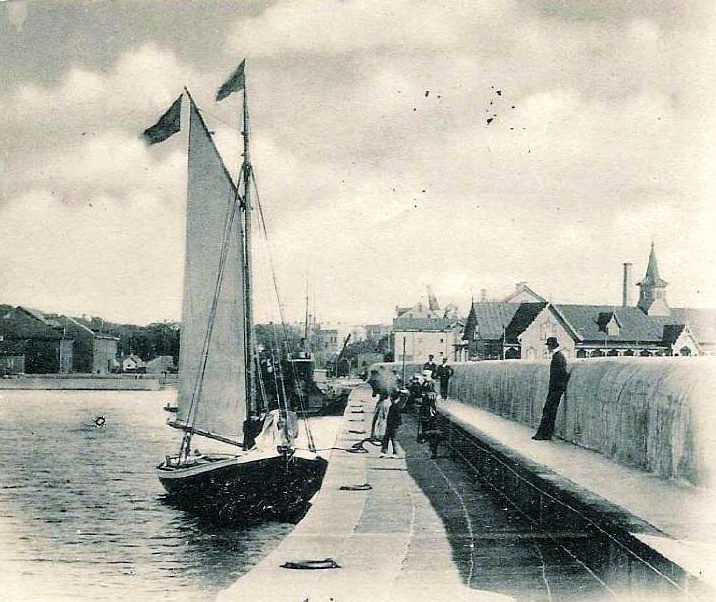
Порт в Варберге. 1900
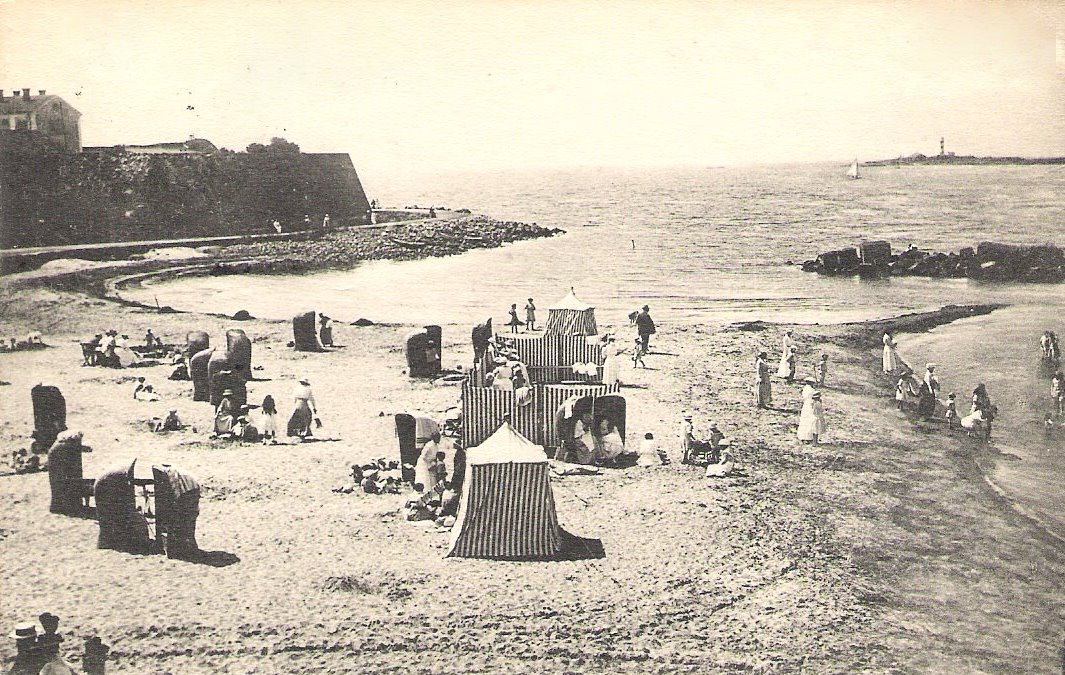
Пляж в Варберге (открытка)
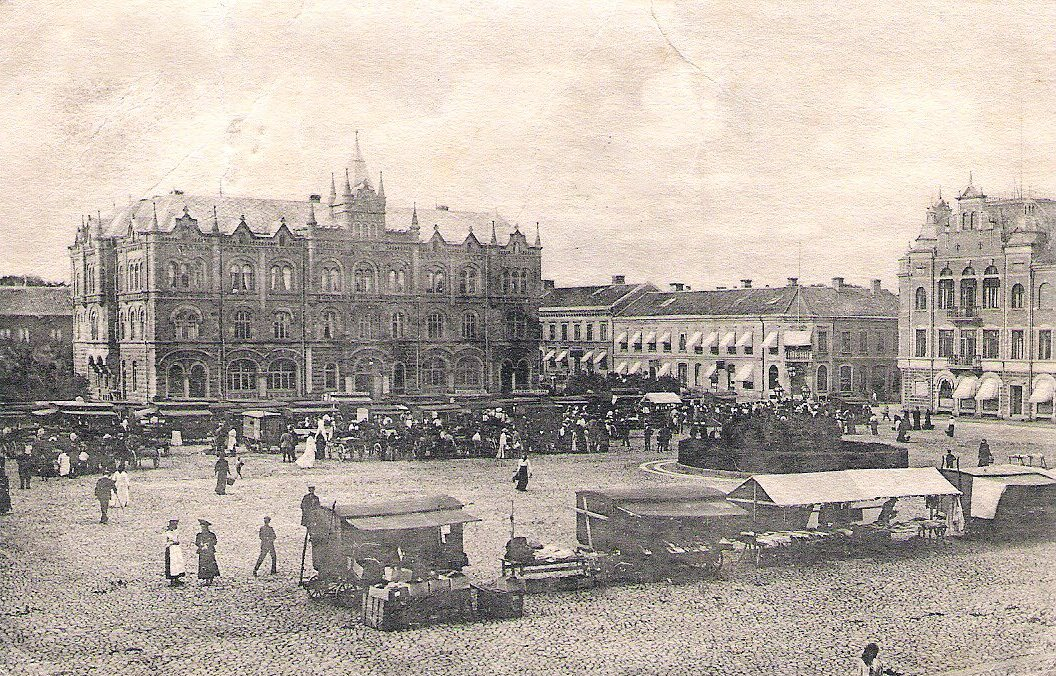
Рыночная площадь в Варберге
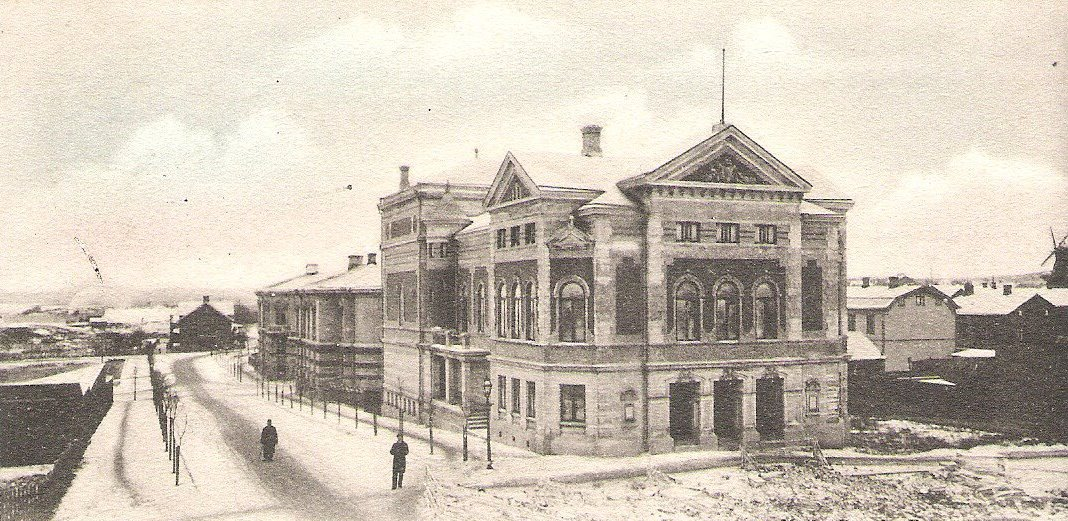
Театр в Варберге
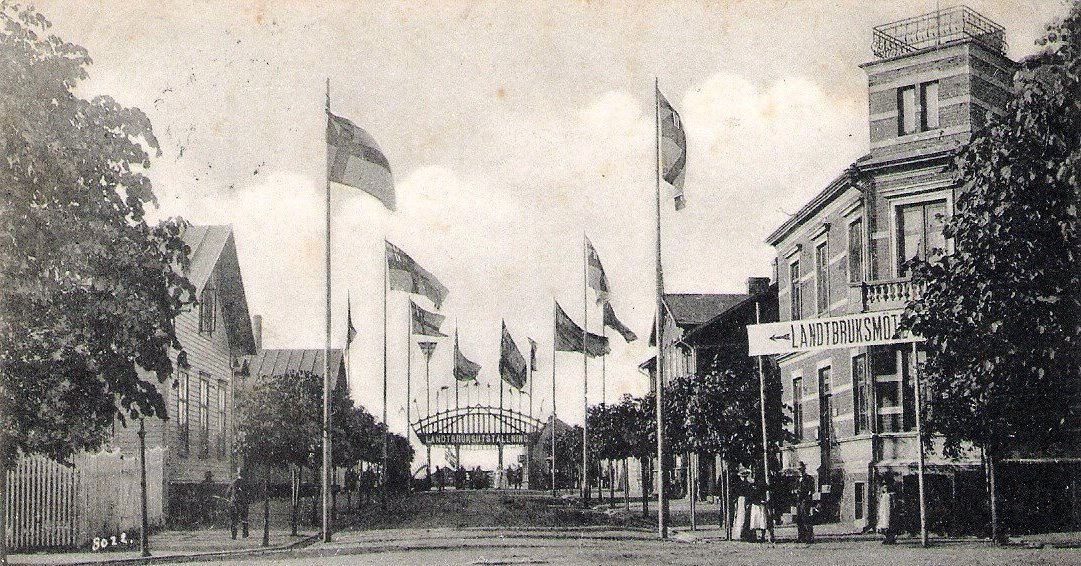
Город Варберг
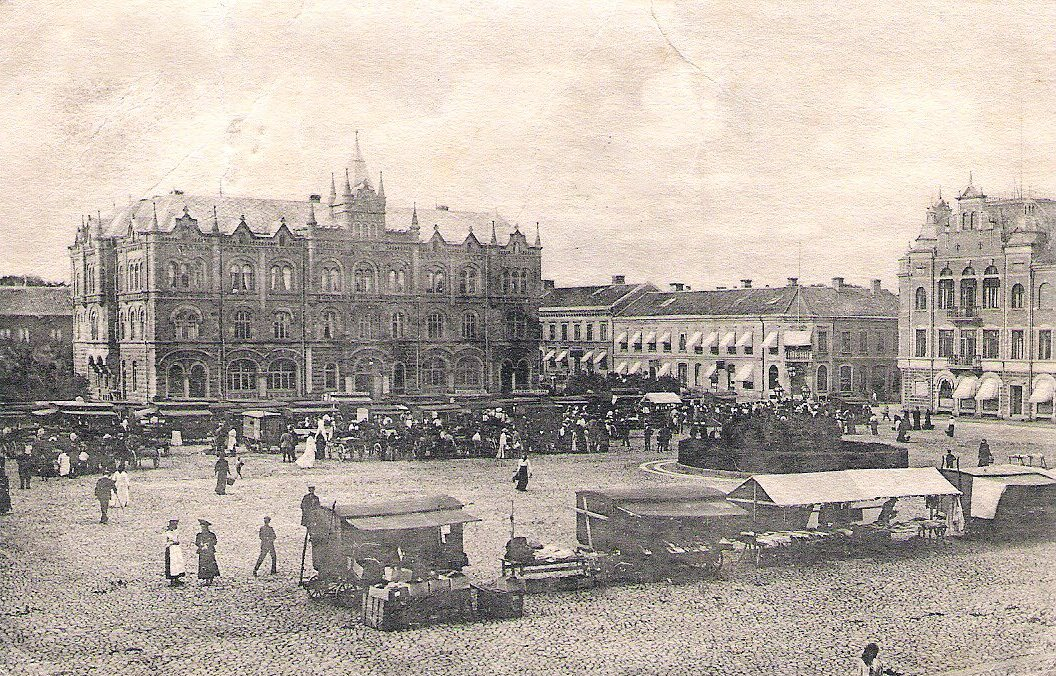
Рынок в Варберге